# تپه چهارزبر سفلی
تپه چهارزبر سفلی مربوط به عصر مس و سنگ - سده‌های میانهٔ دوران‌های تاریخی پس از اسلام است و در شهرستان کرمانشاه، بخش ماهیدشت، دهستان ماهیدشت، شمال روستای چهارزبر سفلی واقع شده و این اثر در تاریخ ۷ اسفند ۱۳۸۶ با شمارهٔ ثبت ۲۱۷۲۱ به‌عنوان یکی از آثار ملی ایران به ثبت رسیده است.